# Cabo San Lucas
Cabo San Lucas er en by i den mexicanske delstat Baja California Sur. Her møder Cortezhavet Stillehavet. 
Cabo San Lucas befinder sig i kommunen Los Cabos. Byen er et kendt turiststed. 
Folketællinger fra 2005 viser et indbyggertal på 56.811 for Cabo San Lucas.